# Héjjasfalva község
Héjjasfalva község (románul: Comuna Vânători) község Maros megyében, Romániában. Központja Héjjasfalva, beosztott falvai Erked, Küküllősárd, Magyarfelek, Szederjes.

## Népessége
A 2011-es népszámlálás adatai alapján a község népessége 3901 fő volt.